# Alessandro Carloni
Alessandro Carloni (Bologna, 1978) è un animatore e illustratore italiano.

## Biografia
Nasce a Bologna ma cresce a Urbino, dove frequenta il liceo artistico. Successivamente si trasferisce dapprima in Germania e poi in vari stati europei, dove svolge anche diversi ruoli di responsabilità in alcuni studi d'animazione per poi trasferirsi in California per lavorare alla DreamWorks Animation, dove lavora dal 2002 e dove ha svolto anche il ruolo di illustratore e capo scrittore, partecipando e supervisionando diversi progetti.
Tra le sue attività più rilevanti vi è il ruolo di co-regista insieme a Gabriele Pennacchioli per il cortometraggio The Shark and the Piano. È invece internazionalmente conosciuto per il ruolo di supervisore dello storyboard di Kung Fu Panda, Dragon Trainer (per i quali riceve anche due nomination agli Annie Award) e per la regia di Kung Fu Panda 3.

## Filmografia

### Animatore
- La banda del rock - I musicanti di Brema (Die furchtlosen Vier), regia di Eberhard Junkersdorf, Jürgen Richter, Michael Coldewey (1997)
- Tobias Totz und sein Lowe, regia di Piet De Rycker e Thilo Graf Rothkirch (1999)
- Sinbad - La leggenda dei sette mari (Sinbad: Legend of the Seven Seas), regia di Patrick Gilmore e Tim Johnson  (2003)
- Aiuto! Sono un pesce, regia di Stefan Fjeldmark, Michael Hegner e Greg Manwaring (2000)

### Story artist
- La gang del bosco (Over the Hedge), regia di Tim Johnson e Karey Kirkpatrick (2006)
- Kung Fu Panda, regia di Mark Osborne e John Stevenson (2008)
- Kung Fu Panda 2, regia di Jennifer Yuh (2011)

### Sceneggiatore
- Dragon Trainer (How to Train Your Dragon), regia di Chris Sanders e Dean DeBlois (2010) - materiale supplementare
- Dragon Trainer 2 (How to Train Your Dragon 2), regia di Dean DeBlois (2014) - materiale supplementare

### Regista
- Kung Fu Panda 3 (2016) - co-regia insieme a Jennifer Yuh

### Produttore esecutivo
- The Fourteenth Goldfish (annunciato)[6]

### Consulente creativo
- Ron - Un amico fuori programma (2021)

## Doppiaggio
- Voce addizionale in Luca (2021)
- Urk in Viking Skool[7]

## Riconoscimenti
Riceve due nomination agli Annie Awards come "miglior storyboard" (Best Storyboarding) per Kung Fu Panda nel 2008 e Dragon Trainer nel 2011. Il cortometraggio The Shark and the Piano riceve più di 15 premi internazionali. Riceve la candidatura al premio "miglior video rap dell'anno" agli MTV Awards 2014 per il videoclip di Busta Rhymes e Mariah Carey “I Know What You Want”.